# 光滑蜥杜父魚
光滑蜥杜父魚，為輻鰭魚綱鮋形目杜父魚亞目杜父魚科的其中一種，為溫帶海水魚，分布於西北太平洋日本海域，體長可達7公分，棲息在潮池，生活習性不明。